# Alexandr Kurlóvich
Alexandr Nikoláyevich Kurlóvich –en ruso, Александр Николаевич Курлович– (Grodno, 27 de julio de 1961–ibidem, 6 de abril de 2018) fue un deportista bielorruso que compitió para la Unión Soviética en halterofilia.
Participó en tres Juegos Olímpicos de Verano, obteniendo dos medallas de oro: en Seúl 1988 y en Barcelona 1992, ambas en la categoría de +110 kg, y el quinto lugar en Atlanta 1996.
Ganó cinco medallas en el Campeonato Mundial de Halterofilia entre los años 1983 y 1994, y tres medallas en el Campeonato Europeo de Halterofilia entre los años 1983 y 1990.

## Palmarés internacional
| Representando a la URSS           |                           |                  |           |
| Juegos Olímpicos                  |                           |                  |           |
| Año                               | Lugar                     | Medalla          | Categoría |
| 1988                              | Seúl (Corea del Sur)      | Medalla de oro   | +110 kg   |
| Campeonato Mundial                |                           |                  |           |
| Año                               | Lugar                     | Medalla          | Categoría |
| 1983                              | Moscú (URSS)              | Medalla de plata | +110 kg   |
| 1987                              | Ostrava (Checoslovaquia)  | Medalla de oro   | +110 kg   |
| 1989                              | Atenas (Grecia)           | Medalla de oro   | +110 kg   |
| 1991                              | Donaueschingen (Alemania) | Medalla de oro   | +110 kg   |
| Campeonato Europeo                |                           |                  |           |
| Año                               | Lugar                     | Medalla          | Categoría |
| 1983                              | Moscú (URSS)              | Medalla de plata | +110 kg   |
| 1989                              | Atenas (Grecia)           | Medalla de oro   | +110 kg   |
| 1990                              | Ålborg (Dinamarca)        | Medalla de oro   | +110 kg   |
| Representando al Equipo Unificado |                           |                  |           |
| Juegos Olímpicos                  |                           |                  |           |
| Año                               | Lugar                     | Medalla          | Categoría |
| 1992                              | Barcelona (España)        | Medalla de oro   | +110 kg   |
| Representando a Bielorrusia       |                           |                  |           |
| Campeonato Mundial                |                           |                  |           |
| Año                               | Lugar                     | Medalla          | Categoría |
| 1994                              | Estambul (Turquía)        | Medalla de oro   | +108 kg   |